# Boeing PB-1
Boeing PB (Boeing Model 50) – łódź latająca zaprojektowana i zbudowana w zakładach Boeinga w 1925 na zamówienie Bureau of Aeronautics (dyrektoratu United States Navy ds. lotnictwa morskiego). Był to największy z dotychczas zbudowanych samolotów Boeinga. Powstał tylko jeden egzemplarz znany jako Boeing PB-1, w późniejszym czasie po zmianie silników został przemianowany na Boeing XPB-2.

## Tło historyczne
Samolot powstał na zamówienie United States Navy (USN) w związku z zapotrzebowaniem na łódź latającą o zasięgu około 2400 mil (prawie 3900 km) pozwalającym na odbycie lotu bez lądowania pomiędzy San Francisco a Hawajami (Pearl Harbor). Koncepcja samolotu powstała w należących do USN zakładach Naval Aircraft Factory, jego głównym projektantem był Isaac Laddon (który wcześniej zaprojektował między innymi samoloty Boeing GA-1 i GA-2), ale szczegółowe plany zostały opracowane przez inżynierów Boeinga. Samolot jest czasami określany jako powiększona wersja łodzi latającej NAF PN-7.

## Opis konstrukcji
Model 50 był dwupłatową, dwusilnikową łodzią latającą. W porównaniu z podobnymi samolotami z epoki, był konstrukcją bardzo czystą aerodynamicznie, w jej projektowaniu zastosowano szereg innowacji strukturalnych, które w późniejszym czasie były używane w innych samolotach Boeinga. 
Dźwigary miały konstrukcję kratownicową ze spawanych elementów o przekroju owalnym ze stalowymi żebrami z kątowników. Większość powierzchni skrzydła było pokrytych sklejką, krawędź natarcia miała konstrukcję drewnianą. Całe skrzydło miało nowo opracowany profil o nazwie Clark Y.
Kadłub charakteryzował się bardzo nietypową konstrukcją; dolna część była metalowa, natomiast górna była drewniana i składała się z płyt fornirowych na szkielecie z drewna.
Napęd stanowiły dwa silniki w układzie tandem (jeden za drugim) umieszczone nad kadłubem i pomiędzy skrzydłami napędzające dwa śmigła - jedno pchające i jedno ciągnące. Czteropłatowe śmigła o stałym skoku wykonane były z drewna
Załogę stanowiło pięć osób, samolot był uzbrojony w trzy karabiny maszynowe kalibru 7,62 mm i mógł przenosić do 400 funtów (180 kg) bomb.

## Historia

### PB-1
Pierwszy i jedyny prototyp nosił oznaczenie PB-1, nie miał w nazwie litery „X” używanej często do oznaczania konstrukcji eksperymentalnych lub prototypowych jako, że w USN oznaczenie to nie było jeszcze wówczas konsekwentnie używane. Napęd stanowiły dwa chłodzone wodą silniki Packard 2A-2500 o mocy 800 koni mechanicznych każdy. Pierwszy lot samolotu odbył się 31 sierpnia 1925 i planowano, że PB-1 miał wziąć udział w pierwszym locie non-stop pomiędzy Kalifornią a Hawajami, ale ciągłe problemy z silnikami nie pozwoliły zrealizować tego planu. Ostatecznie pierwszego przelotu pomiędzy kontynentalnymi Stanami Zjednoczonymi a Hawajami dokonały dwa samoloty PN-9 we wrześniu 1925. Samolot pozostał w Naval Aircraft Factory.

### XPB-2
W 1928 Bureau of Aeronautics zdecydowało, że standardowe silniki samolotów USN powinny być chłodzone powietrzem, a nie cieczą i PB-1 otrzymał nowe, eksperymentalne silniki Pratt & Whitney R-1860.
Nie podjęto produkcji seryjnej samolotu.